# Aljucén–Cáceres-vasútvonal
A Aljucén–Cáceres-vasútvonal egy 1668 mm-es nyomtávolságú, egyvágányú, nem villamosított, 66 km hosszúságú vasútvonal Spanyolországban Aljucén és Cáceres között.
Tulajdonosa az ADIF, a járatokat az RENFE üzemelteti. Vonalszáma az 510-es.

## Története
A vasútvonal megépítéséhez már 1876-ban odaítélték az állami engedményt, átadása 1880-ban történt meg.
1941-ben, a spanyolországi vasútvonalak államosításával a vonal a RENFE kezébe került.
2004. december 31-től a Renfe Operadora üzemelteti a vonalat, míg az Adif a vasúti infrastruktúra tulajdonosa.